# Jacky Munaron
Jacques „Jacky” Munaron (ur. 8 września 1956 w Namur) – belgijski piłkarz grający na pozycji bramkarza.

## Kariera klubowa
Munaron karierę piłkarską rozpoczął w FC Dinant w 1973 roku. W 1974 przeszedł do Anderlechtu, gdzie grał do 1989 roku. Po odejściu z Anderlechtu grał w RFC Liège (1989-1992) oraz Standard Liège (1992-1995), gdzie był głównie rezerwowym. Karierę zakończył w 1995 roku.
Z Anderlechtem 4 razy zdobył mistrzostwo Belgii-1981, 1985, 1986, 1987 oraz 4 razy Puchar Belgii- 1975, 1976, 1988, 1989.
Na arenie międzynarodowej zdobył 2 razy Puchar Zdobywców Pucharów w 1976 i 1978, Puchar UEFA – 1983 oraz 2 razy Superpuchar Europy w 1976 i 1978.

## Kariera reprezentacyjna
W reprezentacji Belgii wystąpił w latach 80. 8 razy, będąc rezerwowym podczas Mistrzostw Świata 1982 i Mistrzostw Świata 1986 (4. miejsce) oraz Euro 1984.